# ماثيو نيل
ماثيو نيل (بالإنجليزية: Matthew Kneale)‏ (و. 1960  م) هو كاتب بريطاني، ولد في لندن، بدأ مشواره المهني سنة 1987، هو عضوٌ في الجمعية الملكية للأدب.

## التعليم
تعلم في كلية المجدلية
.

## جوائز
حصل على جوائز منها:
- جائزة جون لولين رايس  [لغات أخرى]‏
- زمالة الجمعية الملكية للأدب

## وصلات خارجية
- ماثيو نيل على موقع IMDb (الإنجليزية)
- ماثيو نيل في قاعدة بيانات الأفلام على الإنترنت